# Pidonia luridaria
Pidonia luridaria är en skalbaggsart som beskrevs av Holzschuh 1998. Pidonia luridaria ingår i släktet Pidonia och familjen långhorningar. Inga underarter finns listade i Catalogue of Life.